# 肺動脈絞扼術
肺動脈絞扼術（はいどうみゃくこうやくじゅつ、英語: Pulmonary Artery Banding、PAB）は、先天性心疾患を持つ乳児の過剰な肺血流を減少させる手術法である。
1951年にMullerとDammannによって開発された。
肺動脈絞扼術は問題を解決する手段ではなく、肺動脈を締めることで肺高血圧を軽減して、心機能異常を改善し、症状を緩和しようとする姑息術である。
根治的な外科手術の進歩により、肺動脈絞扼術の導入は年々減少してはいるが、それでも肺動脈絞扼術は依然として広く臨床にて利用されている。また、根治術の導入が不可能な患者にもよく利用されている。

## 歴史
この術式は、1951年にUCLAのMullerとDammannによって初めて発表された。

### 現状
近年では、早期に行われる根治術の方がこのような姑息術よりも望ましいという研究結果が出ているため、この術式の利用は減少している。

## 適応

### 前提
心臓は4つの部屋（右房、右室、左房、左室）に分かれている。脱酸素化した血液（静脈血）は右房と三尖弁を通り右室に入り、肺動脈（心臓から肺へと送られる血液が流れるので動脈）を通って肺で酸素化される。酸素化された血液（動脈血）は左右2対の肺静脈を通じて左房に戻り、僧帽弁と左室を通って大動脈弁を持つ上行大動脈へと流れ込み、体循環として知られる体の残りの部分へと送られる。

### 適応疾患
- 心室中隔欠損症（VSD）
- 房室中隔欠損症（AVSD）

心室中隔欠損症（VSD）や房室中隔欠損症（AVSD）などの先天性心疾患では、隣接する部屋を隔てる壁（心房中隔や心室中隔）に一つまたは複数の穴が開いていることがある。そのため、動脈血が心臓の右側（右房や右室）に流れ込むことで、酸素化した血液と脱酸素化した血液が混在することになり、血液の「左→右シャント」が発生する（左房や左室は右房や右室よりも圧力が高く、血液が流れ込みにくい）。心臓の右側で血液量が増えると、肺への血流が過剰になり（肺循環）、血圧の上昇により肺の抵抗が増加する。

## 手術の方法
肺動脈絞扼術の目的は、肺動脈圧と過剰な肺血流を減少させることである。そのため、肺への血流を減少させるために
1. 肺動脈の周囲にバンドを挿入する。
2. バンドを肺動脈に巻きつけて固定する。
3. 固定後、バンドを締めて肺動脈の径を狭め、肺への血流を減らして、肺動脈圧を下げる。

肺動脈に巻き付けるバンドには様々な素材が使用されるが、一般的に使用される素材の1つはポリテトラフルオロエチレンである。
早期の根治術が高リスクである場合には、肺動脈絞扼術を行ってから根治術を行う2段構えが、一般的な外科的選択肢である。

## 合併

### バンドの締め付け
肺動脈径のわずかな変化が肺抵抗や肺血流に大きな影響を与えるため、肺動脈絞扼術における大きな難点として、バンドの最適な締め付けを評価することが挙げられる。
手術を受けた患者の約3分の1程度は、バンドの締め付けを調整するための追加手術を行っているとされている。

### 血管
また、肺動脈バンドが元の位置から移動して、血管が狭くなる血管狭窄を引き起こす可能性もある。
その他、カルシウムの沈着によるバンド周辺の血管の硬化や、バンド下の肺動脈壁の瘢痕化も報告されていて、そのような状態が血流を阻害する可能性もある。

### バンドそのもの
肺動脈を通るバンドのびらん化が報告されていて、その状態が血栓の形成につながる可能性がある。このような状態は、シラスティック製やテフロン製のバンドよりも、アンビリカルテープ製や絹製のバンドでより顕著であるとされている。

## 種類
様々な合併症があるため、治療成績を向上させるために、さまざまな改良型の肺動脈絞扼術が開発されてきた。

### バンドの改良
1972年以来、調節可能な肺動脈バンドが利用できるようになり、可変的な血管収縮が可能になった。調節可能なバンドであるFloWatch（Leman Medical、Geneva、 Switzerland: www.lemanmedical.com）は、バンドのサイズ設定が最適ではないことで引き起こされる合併症を克服するために作られ、テストにも成功している。ワイヤレスで電池不要の埋め込み型デバイスでもあるFloWatchは、追加の手術やその他の侵襲的な処置を必要とせずにバンドのサイズを調整することができる。肺動脈の締め付けは、手術後数週間から数ヶ月コントロールすることができる。また、FloWatchデバイスを導入した患者の回復期間は、従来の肺動脈絞扼術を受けた患者と比較して、より早く、よりスムーズだったという報告もある。
ただし、FloWatchが適合するのは体重3kgから10kgまでの子どもだけである。